# Agrotis daguerreodes
Agrotis daguerreodes är en fjärilsart som beskrevs av Emilio Berio 1986. Agrotis daguerreodes ingår i släktet Agrotis och familjen nattflyn. Inga underarter finns listade i Catalogue of Life.